# FIFA Museum
Le FIFA Museum est un musée situé à Zurich, en Suisse, en face du siège de la FIFA. Il a ouvert ses portes le 28 février 2016.

## Histoire
Le musée a ouvert ses portes en février 2016. Il est situé aux étages inférieurs de l'immeuble de dix étages Haus zur Enge dans le quartier d'Enge à Zurich, en face de la gare de Zürich Enge. La construction réalisée par Werner Stücheli dans les années 1970 a été rénovée de 2009 à 2015 et partiellement repensée pour pouvoir utiliser le musée du sous-sol. L'exposition couvre une superficie totale d'environ 3000 mètres carrés. Une bibliothèque librement accessible au premier étage contient plus de 7500 publications traitant du phénomène du football. Le musée dispose également d'un restaurant avec terrasse, d'une boutique et d'un espace séminaire. Les étages supérieurs du bâtiment sont utilisés comme appartements et bureaux.
Bien que le musée soit situé en Suisse, l'orientation est globale. Le lieu a été choisi parce que la Suisse est l'un des membres fondateurs de la FIFA et que le siège de la FIFA est situé à Zurich.

## Collection et exposition
Le musée présente plus de 1000 objets du monde du football international. Les pièces les plus connues du musée sont le trophée original de la Coupe du monde masculine ainsi que celui de la Coupe du monde féminine. Par ailleurs, il y a pour chaque Coupe du monde une vitrine contenant quelques objets de cette dernière, tels que des maillots, des feuilles de matchs, etc. L'arc-en-ciel, une longue vitrine ronde en verre, affiche les maillots originaux à code de couleurs d'origine de FIFA Jerseys, qui portent actuellement le numéro 211 (à compter de mai 2018).
Le thème du football est véhiculé par différentes stations interactives, notamment un flipper sans rendez-vous, le plus grand flipper de football au monde. En plus des expositions participatives, 500 vidéos sont exposées. L'installation audio et sonore Visions of Football présente des scènes de football et des moments historiques sur une surface LED de huit mètres de haut. Dans un cinéma à 180 degrés, un film de huit minutes est présenté avec des scènes originales de la finale de la Coupe du monde.

## Événements
Le musée organise régulièrement des événements sur le thème du football, auxquels sont souvent invités des personnalités du monde du football. En plus des visites publiques, le programme culturel du musée comprend une série d'événements tels que la discussion de lancement, le cinéma de football, les lancements de livres et un quiz de football. Chaque année, le musée participe à la longue nuit des musées de Zurich.